# Космос-1820
Космос-1820 је један од преко 2400 совјетских вјештачких сателита лансираних у оквиру програма Космос.
Космос-1820 је лансиран са космодрома Тјуратам, Бајконур, СССР, 14. фебруара 1987. Ракета-носач је поставила сателит у орбиту око планете Земље. 